# La Casa dels Xuklis
La Casa dels Xuklis és una casa d'acollida per famílies amb infants i adolescents malalts de càncer de fora de la ciutat i que segueixen tractament a Barcelona. Nascuda de la iniciativa de l'Associació de Familiars i Amics de Nens Oncològics de Catalunya (AFANOC), està situada al barri de Montbau, prop de l'Àrea d'Oncologia Pediàtrica de l'Hospital de la Vall d'Hebron.

## Història
La Casa dels Xuklis és un projecte de la Fundació de Nenes i Nens amb Càncer, una iniciativa impulsada per l'AFANOC, per tal de donar acollida a les famílies dels infants i adolescents amb càncer que no tenen un lloc per quedar-se durant els mesos de tractament, que pot ser d'un a cinc anys. La casa es manté gràcies a col·laboracions altruistes, patrocinis amb empreses, subvencions públiques, donatius i activitats pròpies de l'entitat. Es valora el cas de cada família, sempre en coordinació amb els equips mèdics i treball social dels hospitals referents (Vall d’Hebron i Sant Joan de Déu) on està ingressat l'infant o adolescent.

## Ubicació
El terreny per a la construcció de la Casa dels Xuklis va ser cedit per la Diputació de Barcelona. Està emplaçat entre els carrers de l'Harmonia, d'Hipàtia d'Alexandria, i de Joana Alemany. El nom d'aquest darrer va ser aprovat per l'Ajuntament de Barcelona l'any 2017, en honor de Joana Alemany (Barcelona, 1955 - 2011), que va fundar l'AFANOC l'any 1987 juntament amb el seu marit, Pep Pla, i un grup de pares afectats, quan la seva filla de cinc anys va ser diagnosticada amb leucèmia. Hi va col·laborar durant més de 20 anys.

## La casa

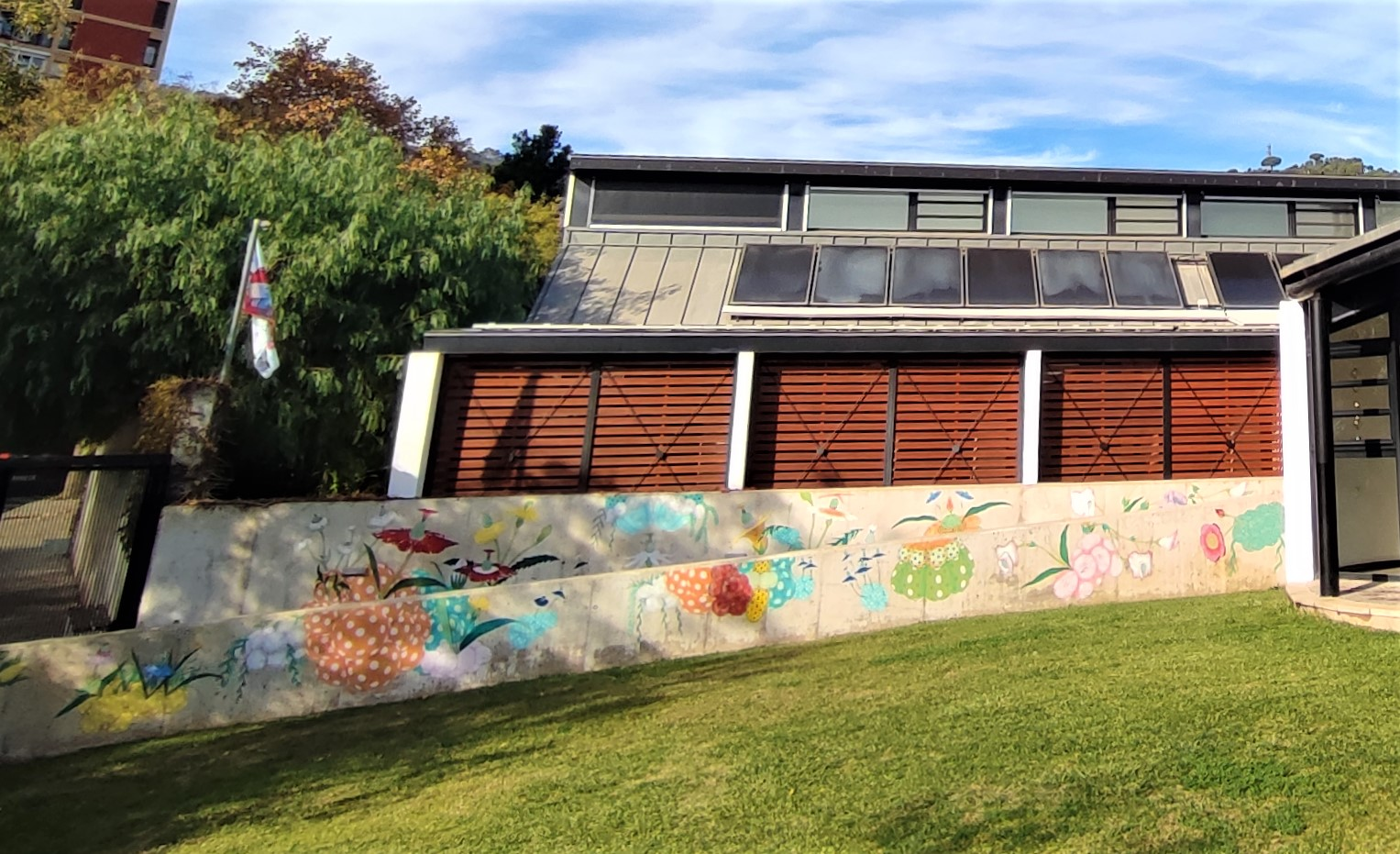
Mural de Mari Ito

L'edifici va ser construït l'any 2010 per l'estudi MBM arquitectes (Martorell, Bohigas, Mackay). L'allotjament s'organitza en 25 llars de 30 m2 agrupades en quatre pavellons identificats amb les quatre estacions de l'any i les quatre orientacions del dia: Primavera, Estiu, Tardor i Hivern. Aquests pavellons es situen al voltant d'un pati típicament mediterrani. La casa disposa de zones comunes com la cuina, menjador, biblioteca, sala de jocs i un hort urbà situat al jardí. A la zona sud s'ubica un pavelló de dia independent on les famílies no residents puguin gaudir d'un espai domèstic per descansar i xerrar. En la decoració interior, que va comptar amb la col·laboració altruista de 30 dissenyadors d'interiors coordinats per Casa Decor, es va optar per un disseny naturalista i senzill que integra la comprensió crítica de l'estat d'ànim necessari per acompanyar el dolor de la situació. El 2020 l'artista japonesa Mari Ito va pintar un mural de benvinguda al mur de formigó d'accés a la casa, amb motius florals, personatges onírics i molt color, amb la intenció de transmetre alegria i energia als residents, que es va presentar coincidint amb el desè aniversari de la Casa dels Xuklis.

## Els Xuklis
Els Xuklis són uns personatges creats per la Roser Capdevila, autora de Les Tres Bessones, i per l'arquitecte Dani Freixes. Aquests personatges xuclen els 'mal rotllos' que a vegades envolten els nens i adolescents afectats de càncer a causa de la malaltia.

## Patrocinadors
El projecte compta amb el suport de nombroses entitats privades i públiques, com l'Ajuntament de Barcelona, la Generalitat de Catalunya i la Diputació de Barcelona. A més l'AFANOC organitza des del 2001 la campanya 'Posa't la Gorra!', que és un conjunt de festes en que es ven una gorra solidària, dissenyada per artistes reconeguts, i des del 2012 la campanya RockpelsXuklis, una sèrie de concerts solidaris gràcies a la col·laboració d'artistes, empreses i de l'Administració, on es recapta diners de la venda d'entrades, restauració i marxandatge.